# گورستان پیشین
قبرستان پیشین مربوط به دوره قاجار است و در شهرستان سرباز، بخش پیشین، ۱ کیلومتری شرق شهر پیشین، در جاده خاکی مرزی واقع شده و این اثر در تاریخ ۳۰ بهمن ۱۳۸۶ با شمارهٔ ثبت ۲۱۱۶۴ به‌عنوان یکی از آثار ملی ایران به ثبت رسیده است.